# クムクルガン
クムクルガン (ラテン文字:Qumqorgon, Kumkorgon, Kumkurgan、ウズベク語: Qumqoʻrgʻon / Қумқўрғон、ロシア語: Кумкурган) はウズベキスタン・スルハンダリヤ州の都市である。州都のテルメズからは北北東に約76kmの地点に位置する。2012年の人口は19,676人となっている。「クムコルガン」と表記されることもある。

## 概要
1971年に都市として設立された。2007年、タシュグザール (Tashguzar / Ташгузар) - バイスン (Boysun / Бойсун) - クムクルガンを結ぶ鉄道新線事業が開始され、丸紅、国際協力銀行、日本交通技術、清水建設などの協力の下、ウズベキスタン鉄道が現在鉄道を建設中である。
街の主な産業は付近を流れるスルハンダリヤ川の水量を生かした灌漑農業である。街には州都テルメズからデナウを経由してタジキスタンのドゥシャンベを結ぶ高速道路のM41が通っている。